# Oeschgen
Oeschgen é uma comuna da Suíça, situada no distrito de Laufenburg, no cantão de Argóvia. Tem 4,38 km² de área e sua população em 2018 foi estimada em 1.026 habitantes.